# フォレスタル (空母)
フォレスタル (USS Forrestal, CVA/CV-59, AVT-9) は、アメリカ海軍の航空母艦。フォレスタル級航空母艦のネームシップ。

## 名称
艦名は、初代アメリカ合衆国国防長官・ジェームズ・フォレスタルに由来する。フォレスタルは大型空母ユナイテッド・ステーツ建造を巡っての空軍との対立などの事情により、国防長官を辞職、そして後に鬱病で自殺している。空母フォレスタルは、ユナイテッド・ステーツ建造中止により頓挫した大型空母建造計画が、復活した結果建造された艦である。

## 艦歴
フォレスタルは1954年12月11日にバージニア州ニューポート・ニューズのニューポート・ニューズ造船所でフォレスタル未亡人によって進水し、1955年10月1日に初代艦長R・L・ジョンソン大佐の指揮下就役した。

### 1950年代
フォレスタルは母港のバージニア州ノーフォークからバージニア岬とカリブ海で集中的な訓練を行い就役1年目を過ごす。その後重要な任務としてフロリダ州メイポートからその最新設備を利用した飛行訓練に従事する。1956年11月7日にフォレスタルはメイポートを出港し、スエズ危機の間指示があり次第地中海に展開できるよう東大西洋で待機した。その後12月12日にノーフォークに帰還し地中海の第6艦隊に加わる準備をする。1957年1月15日にフォレスタルは出航した。

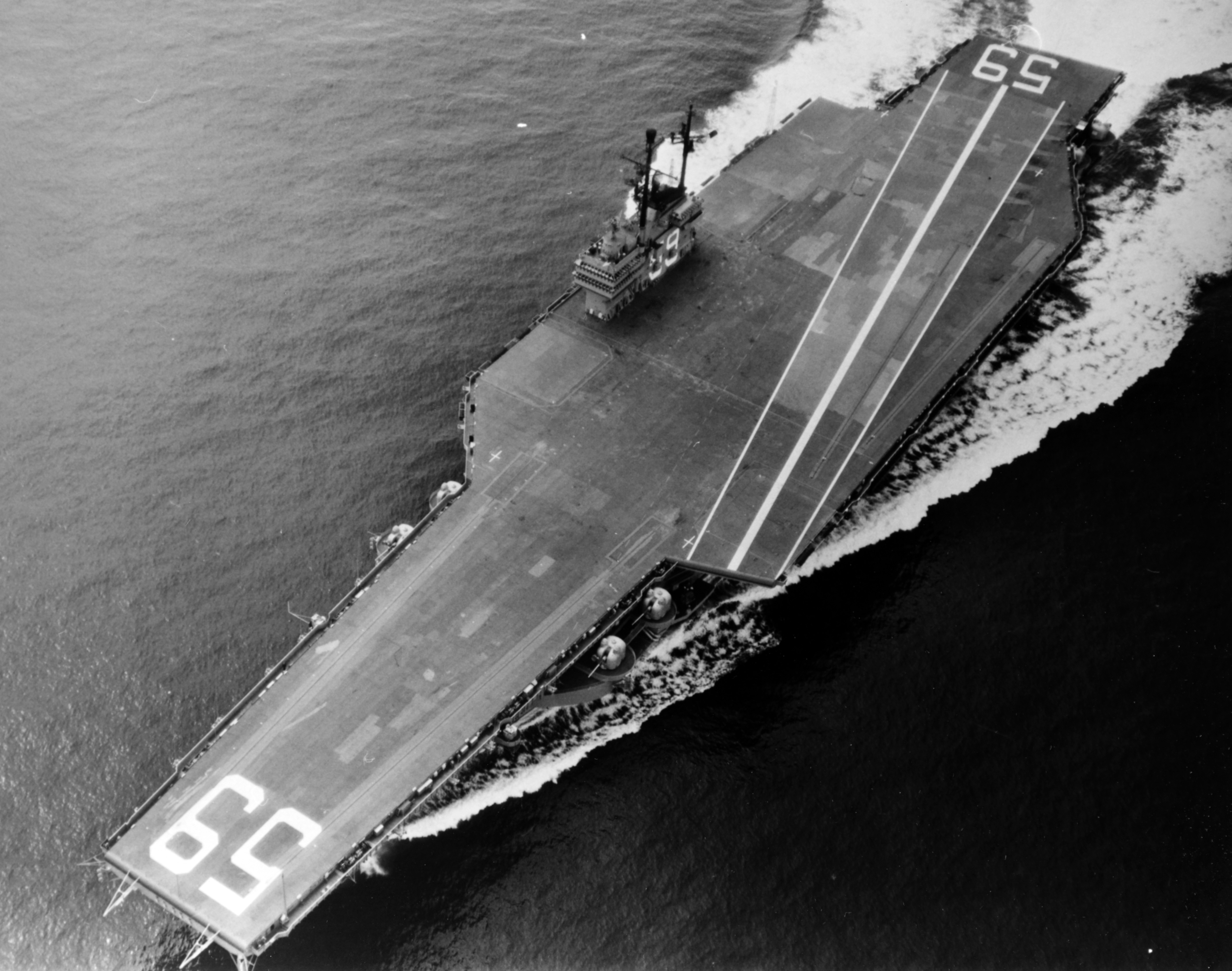
公試時のフォレスタル、1955年

地中海での任務期間にフォレスタルは多くの港を訪れ、各国高官及び一般大衆が見学乗船し、アメリカ海軍の威容を示した。軍事関係者に対しては様々な演習に参加して示威活動を行った。1957年7月22日にノーフォークに帰還すると、NATO軍演習、オペレーション・ストライクバックに北海で参加する。演習は9月3日から10月22日まで行われ、この間にサザンプトンを訪れている。
翌年は主要な艦隊演習への参加と、実験飛行作戦を行う。1958年夏のレバノン危機では、地中海に展開した部隊を支援するため東大西洋で待機する。7月11日にノーフォークを出港し、2日後にメイポートで航空部隊を乗艦させると大西洋での警戒巡航を行い、7月17日にノーフォークに帰還した。
1958年9月2日から1959年3月12日まで行われた二度目の地中海配備では、警戒巡航、訓練、大規模演習への参加と各国への公式訪問を行った。この間の艦への訪問者は国防長官ニール・H・マッケロイを始めとする多数が訪れた。ノーフォークへ戻ると飛行訓練生の訓練を行い、定期的に有事即応ができるよう態勢を維持した。同年の訪問者はヨルダン国王フセイン1世を含む多くが訪れた。

### 1960年代
フォレスタルは再び1960年1月28日から8月31日まで第6艦隊に所属し、地中海の多くの港、スプリト、ユーゴスラビアを訪れ、パトロールや訓練を行い多くの訪問者を受け入れた。アメリカへ帰国するとその年の残りは東海岸およびカリブ海での訓練スケジュールを再開した。
フォレスタルは1962年8月3日から1963年3月2日まで第4指揮空母部隊の旗艦として再び地中海へ展開した。

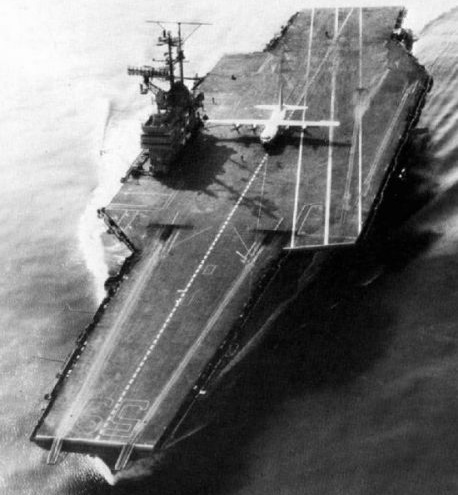
甲板に駐機するC-130中型輸送機

1963年11月8日、21日、22日にフォレスタルは歴史的な実験を行う。ジェームズ・H・フラットレー三世大尉および彼のクルー、「スモーキー」ストーバル少佐、エド・ブレナン一等航空技術兵曹はロッキード C-130 ハーキュリーズで21回の発着艦を行った。その実験はマサチューセッツから500マイル(900km)沖合の北大西洋上で行なわれた。フォレスタルと C-130 は海軍史上最も大きく重い航空機の発着艦を成功させた。しかもカタパルトや着艦ワイヤーを使わないという、空母に乗ることを前提とした艦上機でさえその多くができないものであった。海軍は C-130 を「スーパー-COD (Carrier On-board Delivery)」として使用できるか考えていた。当時海軍では洋上の空母に補給を行うことのできる航空機が無いという問題を抱えていた。C-130 ハーキュリーズは信頼性と安定性を兼ね備え、長い航続距離と大きな輸送能力を保持していた。
実験は大成功であった。85,000ポンド (38t) の重量を持つ C-130F は267フィート (81m) 以内で完全に停止した。また、最大積載量での発艦ではわずか745フィート (227m) しか使用しなかった。海軍は C-130 ハーキュリーズに25,000ポンド (11t) の積荷を積んで、2,500マイル (4,000km) の距離を飛行した後空母に着艦させることが可能だろうと結論を下した。しかしながら、その考えは定期的に行うには少々危険すぎると考えられた。当時 C-2 グレイハウンドの開発計画が進められていて、その一番機は1965年に使用可能となったため、C-130 を使用する計画は廃棄された。
フラットレー大尉は実験の功績で航空殊勲十字章を受章した。

### 火災事故

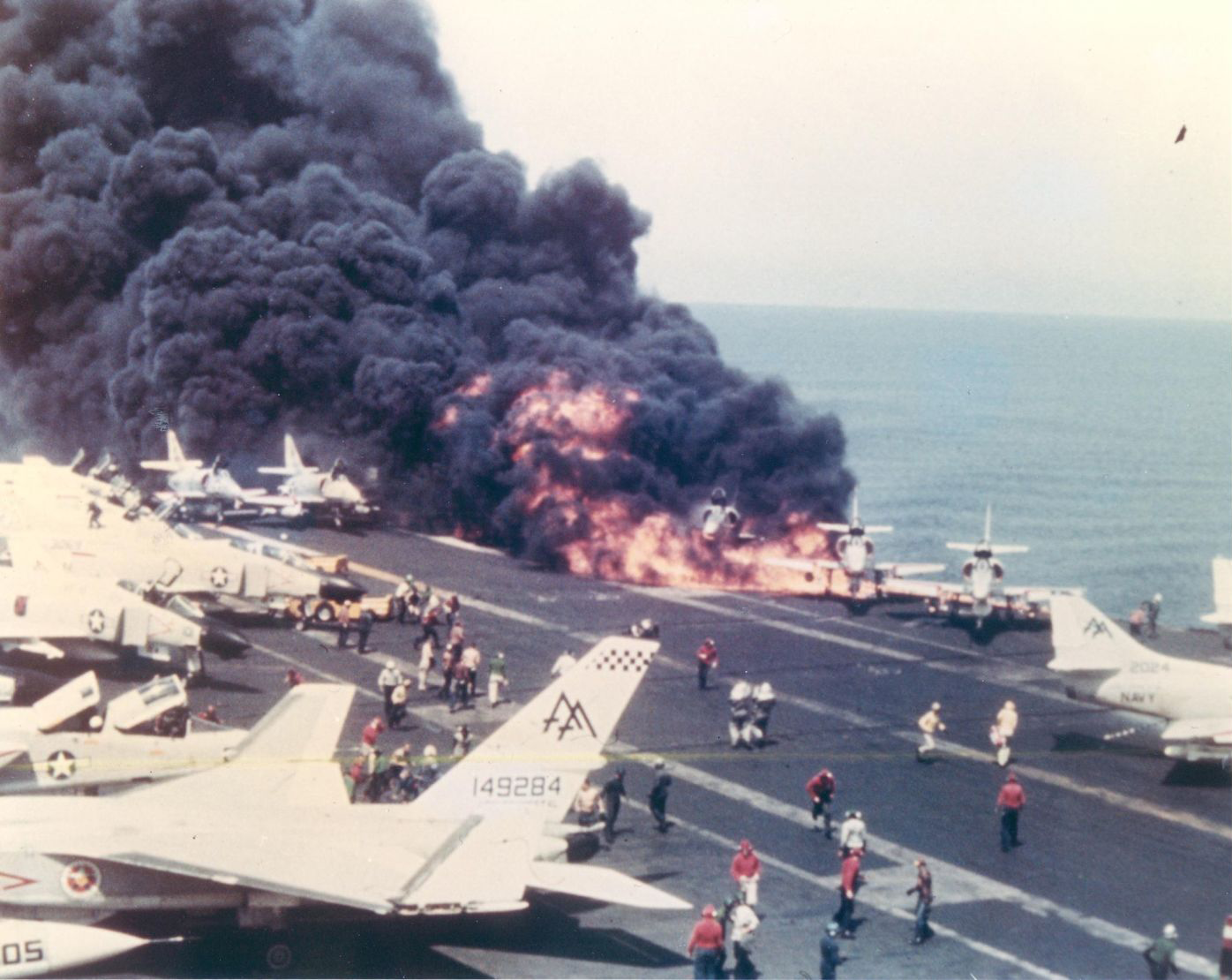
炎上するA-4攻撃機

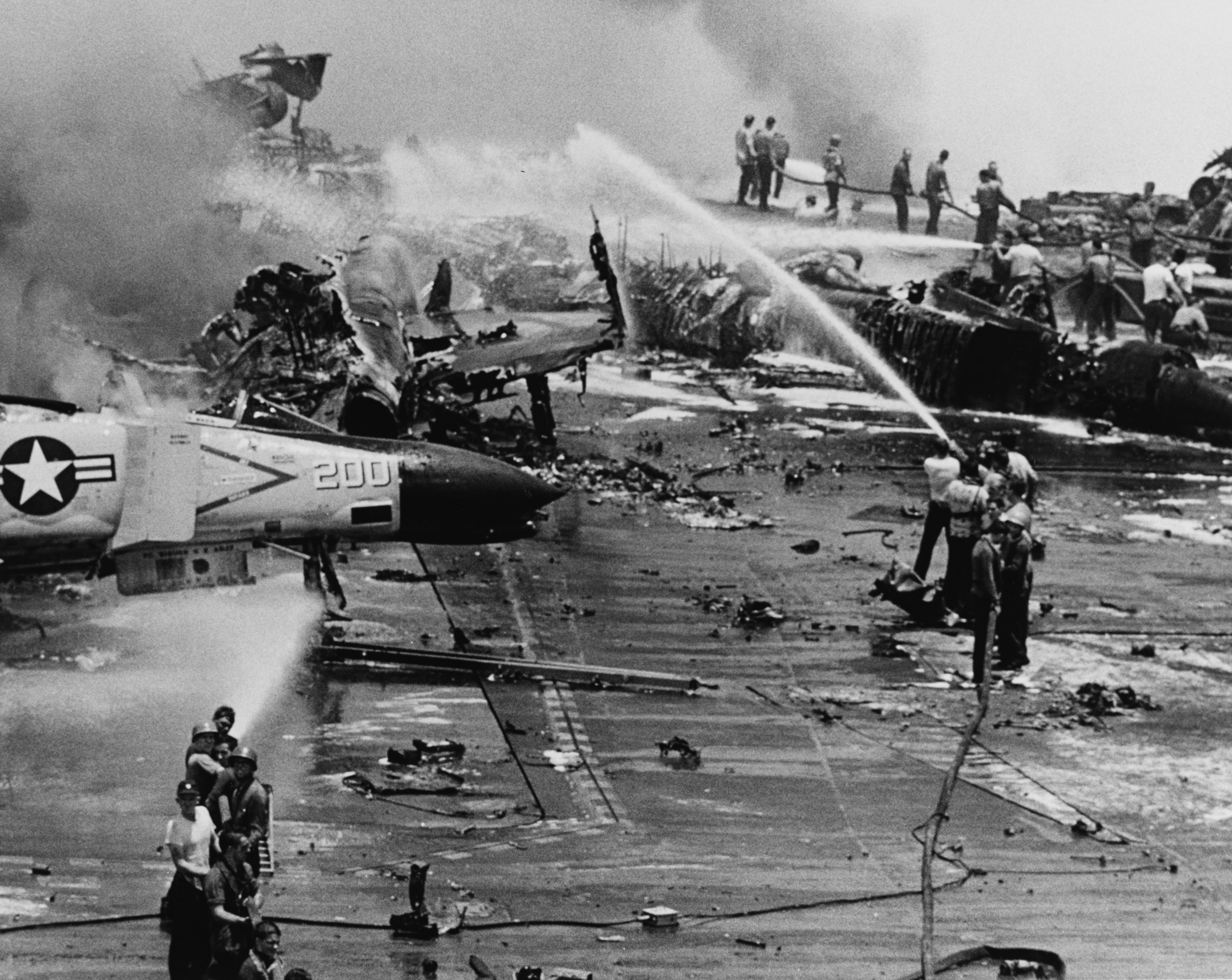
消火作業中の乗組員

1967年6月にフォレスタルはノーフォークを出港しベトナム水域に展開する。7月29日にトンキン湾で艦載機の発艦を行う。4日間にわたって第17攻撃空母航空団は北ベトナムの目標に対して150回の出撃を行った。
1,000ポンド爆弾が不足していたため、爆薬として高熱に耐え安全な「H6」の代わりに旧式の「コンポジション B」を使用した爆弾が給兵艦ダイヤモンド・ヘッド (USS Diamond Head, AE-19) から補給された。
7月29日10:50 (現地時間) ごろ、フォレスタルの艦載機がベトナムに向けて離陸しようとしていた所、空母のレーダーからの電波をミサイルの発信システムが受信し、誤作動してしまい、F-4 ファントム IIから発射されたズーニー・ロケット弾がジョン・マケイン海軍少佐のA-4 スカイホークに当たった。
ロケット弾は燃料タンクに当たり火災が発生した。飛行機は炎に囲まれ、マケインはコックピットをよじ登り機首から給油プローブに飛び移り燃え盛る甲板に飛び降りて避難した。
火災発生後、直ちに消火班が機体に接近して消火を始めたが、1分34秒後にマケイン機の下で「コンポジション B」爆弾が爆発。消火班の水兵や、逃げ遅れた多数の水兵が爆発に巻き込まれて死亡し、付近の機体や爆弾が次々に誘爆。この爆発で消火班が全滅してしまい消火に不慣れな水兵が消火に当たらざるを得なくなったことで適切な消火活動ができず火災は広がり、艦は沈没の危機にさらされた。
マケイン機の前方にあった2機のスカイホークは燃えさかるジェット燃料に飲み込まれ、装備していた爆弾が落下して約6フィート (2m) 転がり、燃えさかる燃料タンクの前で止まった。
9回発生した爆発のうち、8回が旧型の「コンポジション B」による爆発であった。フライトデッキには巨大な穴が空き、艦の内部にJP-5ジェット燃料が流れ込んだ。その結果後部セクションで激しい火災が発生した。事故により132名(134名)の死者と62名(161名)の負傷者が生じ、2名が行方不明となった。艦は修理のためノーフォークに帰還した。
フォレスタルの艦載カメラはかろうじて爆発から避難したマケインの様子を撮影している。
現在アメリカ海軍では弾薬の安全性およびダメージ・コントロールの教育の際にフォレスタルの事故を教材としている。実際海軍の新兵は「Trial by Fire」と題された、フォレスタルの事故から作成された失敗例と成功例を含むビデオを視聴する。ダメージ・コントロールチームが炎で燃えさかるフライトデッキに泡を吹きかけることは正しい手順であるが、一方海水を吹きかける乗組員がいた場合、泡が洗い流され燃料による火災状況を悪化させることがある。その結果、「ウォッシュ・ダウン」システムが全ての空母に採用された。同システムはフライトデッキを水または泡で氾濫させて消火を行うようになっている。
この火災事故の後、フォレスタルは「フォレスト・ファイア Forrest Fire」「ジッポー Zippo」とあだ名されるようになった。

### 1970年代
フォレスタルは1968年から1973年の間に地中海に4度展開した。さらに、チュニス湾に注ぐメジェルダ川が氾濫した際には、チュニジアで救援活動に取り組んだ。
1968年10月、VAW-123 の E-2A が夜間の通常離陸を行った。乗組員はポール・マーティン・ライト少佐（作戦士官）、ジェームズ・レオ・ディレーニー少佐（整備士官）、ハワード・ブース・ラトリッジ中尉、フランク・J・フレデリック中尉、AT1デヴィッド・E・カーペンターであった。フライトは通常通り行われ、E-2A は回収される最後の機であった。E-2A は着艦に失敗し、アングルド・デッキから機首を先にして海中に落下した。機体はそのままひっくり返り、数分内に沈んだ。レーダードームが浮かび上がり回収された。直ちにヘリコプターが離陸して乗組員の救助がおこなわれた。カーペンターAT1とフレデリック中尉は無傷で救助された。ライト少佐、ディレーニー少佐、ラトリッジ中尉は行方不明となった。
1973年から75年にかけてはさらに3度の地中海配備を記録した。1974年7月22日、キプロス島でクーデター政権が崩壊すると、在キプロス大使のロジャー・ディヴィスはアメリカ人の撤退を要請した。海軍と海兵隊が協力し第6艦隊のインチョン (USS Inchon, LPH-12) から HMM-162 が派遣され、5時間で384名のアメリカ人を含む466名を救出した。この救助作戦の間、フォレスタルは上空援護を担当した。
1975年、フォレスタルは建国二百周年記念祭におけるニューヨークでの観艦式のホスト艦に選ばれた。1976年7月4日の観艦式当日、フォード大統領はフォレスタルの艦上から、世界各国から集まった40隻以上の艦艇を観閲した。
観艦式からまもなく、フォレスタルは特別衝撃試験に参加した。試験では船体近くで高性能爆薬を爆発させ、その負荷に耐えて作戦活動を継続できるかの調査が行われた。